# Liselotte Thelen
Liselotte Thelen, geb. Mosch (* 3. Oktober 1926 in München; † 22. Oktober 2016 in Dortmund) war eine deutsche Kunsthistorikerin. Sie wurde auf dem Campo Santo Teutonico in Rom bestattet. 

## Schriften
- Studien zu den Glasmalerein im Erfurter Domchor, Dissertation, Universität München 1952[2]
- Christliche Malerei aus römischen Katakomben, Furche-Verlag 1963
- Christ in deiner Geburt. Die frühesten Weihnachtsdarstellungen , Furche-Verlag 1965
- Gebete der Religionen,  Burckhardthaus-Verlag 1971